# Bereziv, Starîi Sambir
Bereziv (în ucraineană Березів) este un sat în comuna Murovane din raionul Starîi Sambir, regiunea Liov, Ucraina.

## Demografie
Componența lingvistică a localității Bereziv
     Ucraineană (99,3%)
     Alte limbi (0,7%)
Conform recensământului din 2001, majoritatea populației localității Bereziv era vorbitoare de ucraineană (99,3%), existând în minoritate și vorbitori de alte limbi.